# USS Indiana (BB-58)
O USS Indiana foi um couraçado operado pela Marinha dos Estados Unidos e a segunda embarcação da Classe South Dakota, depois do USS South Dakota e seguido pelo USS Massachusetts e USS Alabama. Sua construção começou em novembro de 1939 nos estaleiros da Newport News Shipbuilding e foi lançado ao mar em novembro de 1941, sendo comissionado na frota norte-americana em abril do ano seguinte. Era armado com uma bateria principal composta por nove canhões de 406 milímetros montados em três torres de artilharia triplas, tinha um deslocamento carregado de mais de 45 mil toneladas e conseguia alcançar uma velocidade máxima de 27 nós (cinquenta quilômetros por hora).
O Indiana iniciou seu serviço no meio da Segunda Guerra Mundial e foi imediatamente enviado para reforçar a Guerra do Pacífico. Sua primeiro ação foi dar apoio a forças do Corpo de Fuzileiros Navais durante a Campanha de Guadalcanal. Pelos três anos seguintes o navio atuou principalmente como plataforma de suporte de artilharia para operações anfíbias e também como escolta da Força Tarefa de Porta-Aviões Rápidos. A embarcação bombardeou posições japonesas na Batalha de Tarawa em novembro de 1943 e na Batalha de Kwajalein em fevereiro de 1944. Durante esta última, o Indiana colidiu com o couraçado USS Washington e foi forçado a recuar até Pearl Harbor para ser consertado.
O navio voltou para o serviço em abril de 1944 e participou da Campanha nas Ilhas Marianas e Palau, bombardeando Saipã e depois tomando parte na Batalha do Mar das Filipinas. Problemas em seus motores em setembro o impediram de continuar participando da campanha, porém o Indiana esteve presente nas Batalhas de Iwo Jima e Okinawa no início de 1945. Nesta última, a embarcação abateu vários kamikazes. A guerra terminou em setembro e o couraçado contribuiu com forças para a ocupação do Japão. O Indiana retornou para os Estados Unidos e foi descomissionado em setembro de 1947, permanecendo na reserva até junho de 1962, quando foi removido do registro naval e desmontado.

## Características

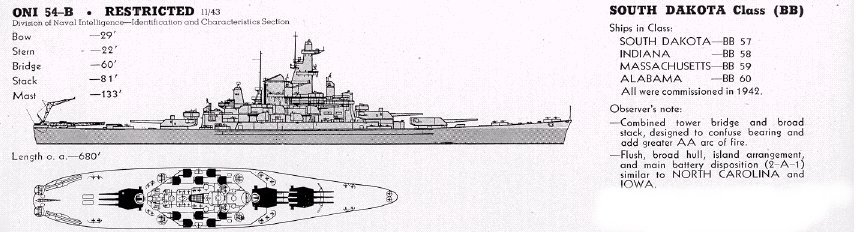
Desenho da Classe South Dakota

A Classe South Dakota foi encomendada no contexto de um grande rearmamento naval global que se seguiu ao colapso do sistema do Tratado Naval de Washington, que tinha controlado a construção de couraçados durante a década de 1920 e início da década de 1930. Couraçados sob os termos dos tratados de Washington e Londres tinham um deslocamento padrão limitado a 36 mil toneladas e bateria principal de canhões de até 356 milímetros. O Japão abandonou os tratados em 1936 e os Estados Unidos decidiu invocar a "cláusula de escalonamento" do Segundo Tratado Naval de Londres, que permitia deslocamentos de até 46 mil toneladas e armamentos de até 410 milímetros. Objeções por parte do Congresso sobre o aumento no tamanho dos novos navios forçou a equipe de projeto a tentar manter o deslocamento o mais próximo possível das 36 mil toneladas, ao mesmo tempo que incorporavam as armas maiores e blindagem suficiente para se proteger de armas do mesmo calibre.
O Indiana tinha 207,3 metros de comprimento, boca de 32,97 metros e calado de 10,69 metros. Possuía um deslocamento padrão de 38 580 toneladas, mas esse valor podia chegar a 45 233 toneladas quando totalmente carregado com suprimentos de combate. Seu sistema de propulsão tinha oito caldeiras Babcock & Wilcox alimentadas por óleo combustível que impulsionavam quatro conjuntos de turbinas a vapor Westinghouse, cada uma girando uma hélice, que chegavam a produzir um total de 131,9 mil cavalos-vapor (97 mil quilowatts) de potência. O Indiana era capaz de alcançar uma velocidade máxima de 27,5 nós (50,9 quilômetros por hora) e tinha uma autonomia de quinze mil milhas náuticas (28 mil quilômetros) a uma velocidade de quinze nós (28 quilômetros por hora). Sua tripulação era de 1 793 oficiais e marinheiros em tempos de paz, mas chegava a 2 500 em tempos de guerra. Também era equipado com duas catapultas no convés da popa e três hidroaviões Vought OS2U Kingfisher para ações de reconhecimento.
A bateria principal do Indiana consistia em nove canhões Marco 6 calibre 45 de 406 milímetros. Estes eram montados em três torres de artilharia triplas, duas localizadas na frente da superestrutura, com a segunda torre sobreposta à primeira, enquanto a terceira na popa. Seu armamento secundário tinha vinte canhões de duplo-propósito calibre 38 de 127 milímetros montados em dez torres de artilharia duplas, instaladas cinco em cada lado da superestrutura. Como originalmente projetado, a embarcação contaria com uma bateria antiaérea de doze canhões calibre 75 de 28 milímetros e doze metralhadoras M2 Browning calibre 50 de 12,7 milímetros, porém isso foi considerado insuficiente e alterado para 28 canhões Bofors de 40 milímetros em sete montagens quádruplas no lugar das armas de 28 milímetros e 35 canhões Oerlikon de 20 milímetros em montagens únicas no lugar das metralhadoras. O cinturão de blindagem tinha 310 milímetros de espessura, enquanto o convés era protegido por uma blindagem de até 152 milímetros. As torres de artilharia eram protegidas por 457 milímetros na frente e ficavam em cima de barbetas de 439 milímetros de espessura. A torre de comando tinha laterais de 406 milímetros.

### Modificações
O Indiana recebeu várias modificações no decorrer de sua carreira, principalmente adições à sua bateria antiaérea e diferentes tipos de radares. A primeira adição foi a instalação de um radar de varredura aérea SC no seu mastro dianteiro em 1941, que foi depois substituído por um conjunto tipo SK. Um radar de varredura de superfície SG foi instalado na dianteira da superestrutura na mesma época, com um segundo conjunto SG sendo adicionado ao mastro principal depois de experiências na Campanha de Guadalcanal em 1942. No ano seguinte recebeu um radar de controle de disparo Marco 3 montado em sua torre de comando a fim de ajudar no direcionamento de seus canhões principais. O Marco 3 foi rapidamente substituído pelo mais moderno Marco 8, enquanto radares Marco 4 foram instalados para a bateria secundária. Depois recebeu conjuntos Marco 12/22 no lugar do Marco 4. O Indiana também recebeu um disruptor TDY. Suas lunetas de avistamento foram substituídas em 1945 por conjuntos de radar de microondas Marco 27.
A bateria antiaérea leve do couraçado foi gradualmente expandida pela duração de toda a guerra. Mais três montagens quádruplas dos canhões de 40 milímetros foram instaladas no final de 1942. Recebeu em janeiro de 1943 mais dezoito armas de 20 milímetros, elevando o total desta para 53. Outros duas montagens quádruplas de 40 milímetros foram adicionadas em fevereiro, enquanto outros sete canhões de 20 milímetros foram instalados mais tarde no mesmo ano para um total de sessenta. Cinco destas armas de 20 milímetros foram removidas até julho de 1944, com outras três também sendo removidas até o final da guerra em meados de julho de 1945.

## História

### Construção

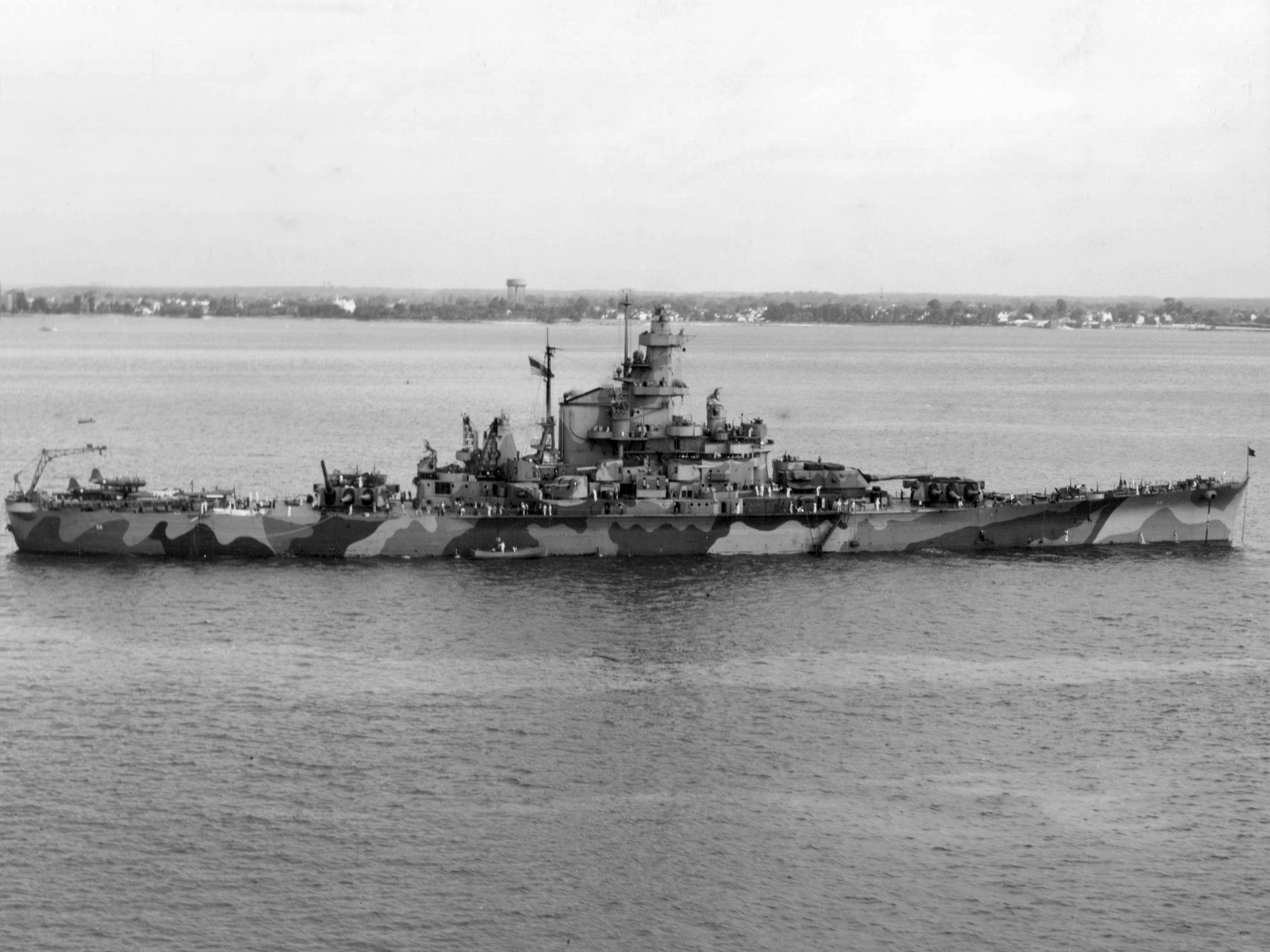
O Indiana durante seus testes marítimos em 8 de setembro de 1942

O batimento de quilha do Indiana ocorreu em 20 de novembro de 1939 nos estaleiros da Newport News Shipbuilding and Dry Dock Company em Newport News, na Virgínia. Seu casco foi lançado ao mar em 21 de novembro de 1941, sendo batizado por Margaret Robbins, a filha de Henry F. Schricker, o Governador de Indiana. A embarcação foi finalizada em abril de 1942 e comissionada na frota norte-americana no dia 30. Seu primeiro oficial comandante foi o capitão Aaron S. Merrill. A elaborada cerimônia de comissionamento teve a presença de Frank Knox, o Secretário da Marinha, e o novo navio hasteou a bandeira que o antigo couraçado pré-dreadnought USS Indiana tinha hasteado durante a Batalha de Santiago de Cuba na Guerra Hispano-Americana em 1898.
Os trabalhos de equipagem continuaram na Newport News até 20 de maio, com o Indiana partindo no dia seguinte para seus testes marítimos. Estes foram realizados na Baía de Chesapeake entre 26 e 29 de maio, seguindo então no dia 31 para Hampton Roads. Testes de velocidade ocorreram em 1º de junho, durante os quais o navio foi escoltado pelos contratorpedeiros USS Charles F. Hughes, USS Hilary P. Jones, USS Ingraham e USS Woolsey. Mais testes, treinamentos de artilharia e vários exercícios continuaram até setembro, com o Indiana então partindo para a Baía de Casco, no Maine, para mais treinamentos de artilharia. Foi declarado apto para serviço de combate em 9 de novembro e partiu para o Canal do Panamá no mesmo dia. Nesse momento os Estados Unidos estavam na Segunda Guerra Mundial a quase um ano e travando a Campanha de Guadalcanal contra o Japão no Oceano Pacífico, com o couraçado recebendo ordens para se juntar às forças no local.

### Guerra do Pacífico

#### Guadalcanal

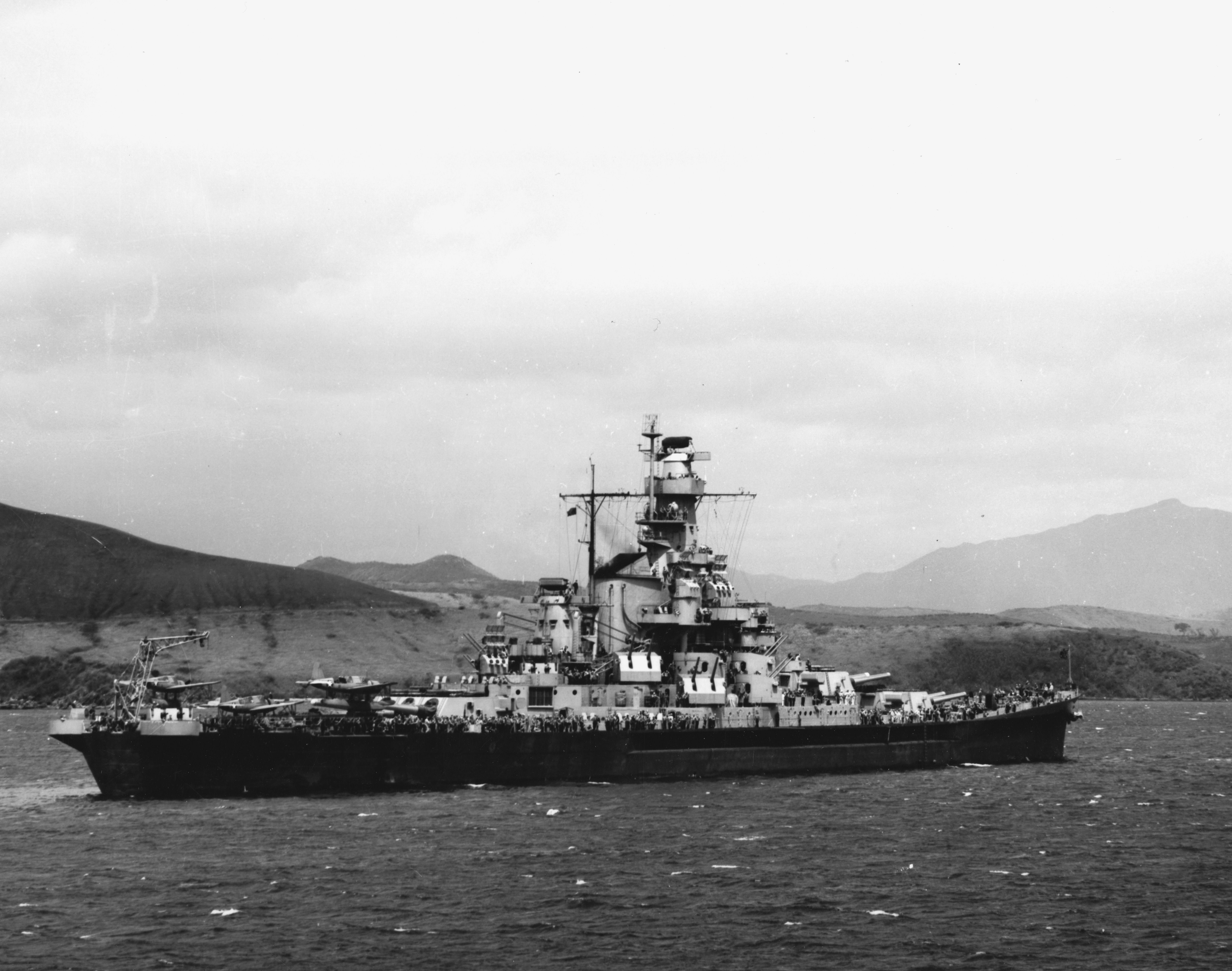
O Indiana em dezembro de 1942

O Indiana foi designado em 14 de novembro como a capitânia do Grupo de Tarefas 2.6, que também incluía o cruzador rápido USS Columbia e os contratorpedeiros USS De Haven e USS Saufley. Os quatro cruzadoram o Pacífico e seguiram primeiro para Tonga, chegando durante a tarde de 28 de novembro. Reabasteceram e o couraçado foi transferido dois dias depois para o Grupo de Tarefas 66.6, continuando sua viagem até Nouméa, onde chegou em 2 de dezembro. Participou no local de exercícios junto com a Força Tarefa 64. Ele substituiu seu irmão USS South Dakota, que tinha sido danificado na Segunda Batalha Naval de Guadalcanal um mês antes. O Indiana operou próximo de Guadalcanal proporcionando suporte de artilharia para as forças norte-americanas em terra.
Os couraçados USS North Carolina e USS Washington juntaram-se ao Indiana em janeiro de 1943. Os três foram agrupados como a Força Tarefa 64 sob o comando do contra-almirante Willis Lee e encarregados de dar cobertura a comboios que prestavam apoio aos confrontos nas Ilhas Salomão. Eles deram cobertura a um grupo de navios de transporte levando elementos da 25ª Divisão de Infantaria para Guadalcanal entre 1º e 4 de janeiro. Uma força de cruzadores envolveu-se no final do mês na Batalha da Ilha Rennell ao mesmo tempo que os couraçados estavam em outra operação de escolta, porém estes estavam muito ao sul para ajudar. A invasão da Nova Geórgia começou no final de junho e o Indiana foi designado para dar cobertura para a frota de invasão contra possíveis ataques aéreos, tendo a companhia do North Carolina e do USS Massachusetts. Em seguida proporcionou escolta para uma força de porta-aviões que fez um ataque rápido na Ilha Marcus entre 31 de agosto e 1º de setembro.

#### Ilhas Gilbert e Marshall

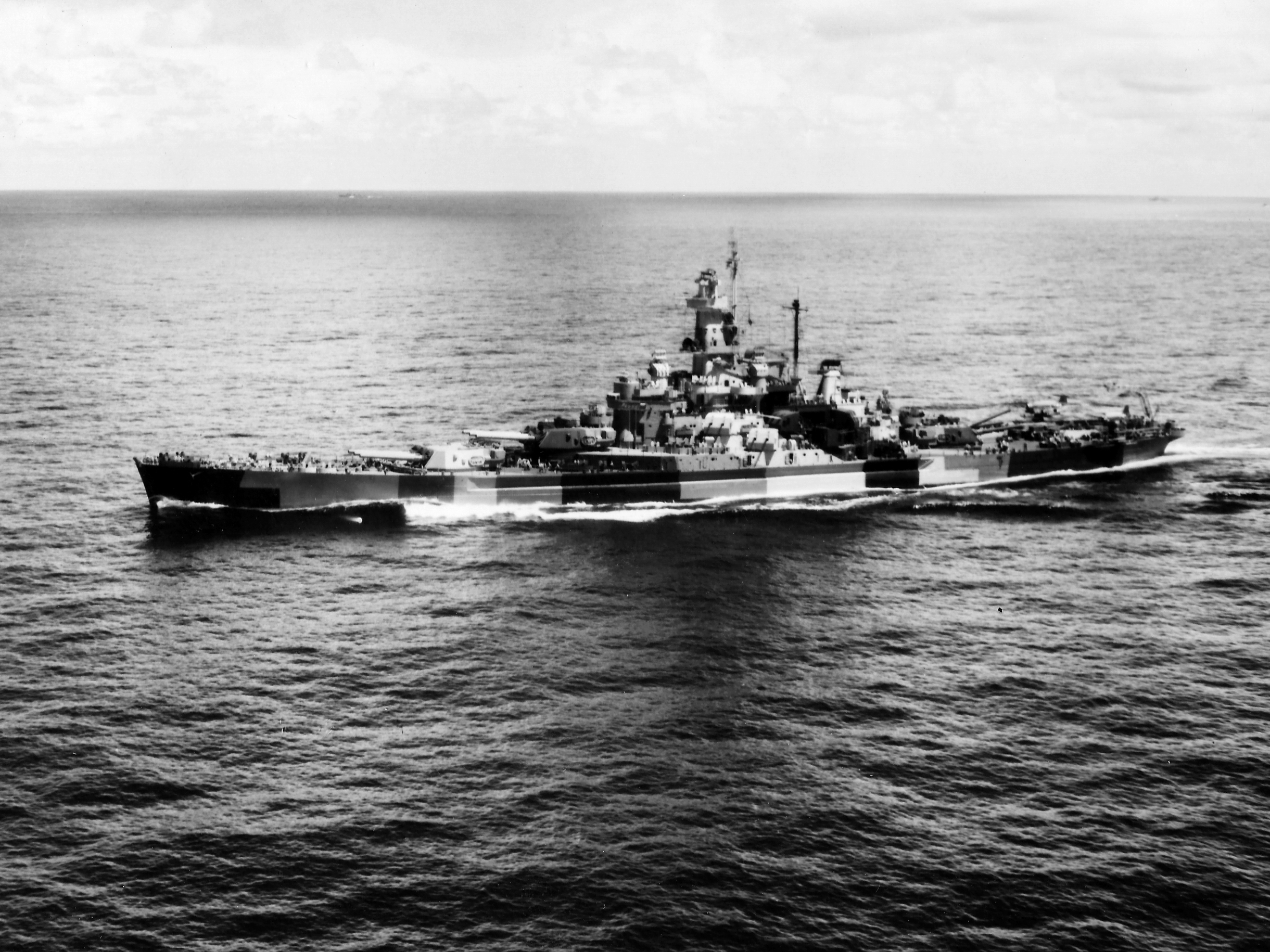
O Indiana em 27 de janeiro de 1944

O couraçado participou da invasão de Tarawa entre 20 e 23 de novembro e ajudou na defesa antiaérea dos porta-aviões do Grupo de Tarefas 50.2 próximos do Atol Makin. Seus artilheiros antiaéreos reivindicaram sua primeira aeronave japonesa abatida durante essas operações. O Indiana bombardeou posições japonesas em Nauru em 8 de dezembro junto com outros quatro couraçados e doze contratorpedeiros. Os cinco couraçados da força ao todo dispararam 810 projéteis de 406 milímetros contra a ilha.
A embarcação foi designada em 1º de janeiro de 1944 para o Grupo de Tarefas 37.2, participando em 16 de janeiro de exercícios de artilharia junto com o South Dakota e três contratorpedeiros. Estes cinco, mais o North Carolina, Washington e outros três contratorpedeiros partiram dois dias depois para a invasão das Ilhas Marshall. No caminho os navios realizaram treinamentos antiaéreos. Eles se encontraram com o porta-aviões USS Bunker Hill e o porta-aviões rápido USS Monterey no mar, chegando em Funafuti em 20 de janeiro e tendo a unidade renomeada para Grupo de Tarefas 58.1. Nessa época o grupo também tinha os porta-aviões USS Enterprise e USS Yorktown, o porta-aviões rápido USS Belleau Wood e vários cruzadores e contratorpedeiros. Mais treinamentos ocorreram entre 25 e 28 de janeiro, incluindo mais prática de defesa antiaérea. O Indiana também serviu de alvo para ataques aéreos simulados das aeronaves dos porta-aviões. O couraçado serviu de capitânia para a Divisão de Couraçados 8, comandada pelo contra-almirante Glenn B. Davis.
O navio participou no final de janeiro de operações em preparação para a invasão de Kwajalein, nas Ilhas Marshall. Ele atacou o Atol Maloelap em 29 de janeiro junto com o Washington, Enterprise e Yorktown. O Indiana, Washington e Massachusetts, escoltados por quatro contratorpedeiros, foram destacados no dia seguinte para bombardearem Kwajalein antes da invasão. Eles chegaram em suas posições na manhã de 31 de janeiro e o Indiana abriu fogo às 9h56min, com a força tendo afundado um caça-submarinos e cinco navios de guarda que estavam ancorados no atol. Baterias de artilharia japonesas enfrentaram os navios norte-americanos, mas o Indiana não foi acertado. A embarcação continuou bombardeando até às 14h48, partindo 17h15min para voltar aos porta-aviões. Ele disparou 306 projéteis de 406 milímetros e 2 385 de 127 milímetros.

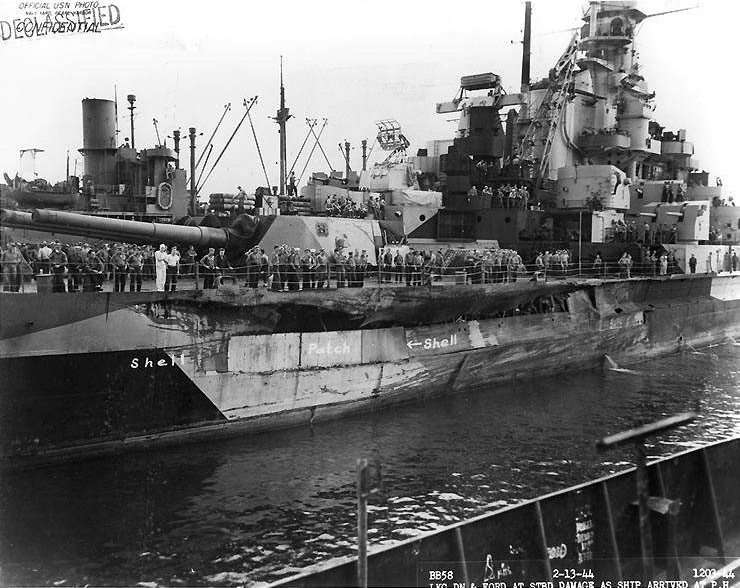
O Indiana em 13 fevereiro de 1944 depois da colisão com o Washington, com seu casco danificado visível

O Indiana recuou para escoltar a força de porta-aviões durante a noite. Ele colidiu com o Washington enquanto operavam próximos das ilhas na madrugada de 1º de fevereiro. Os navios estavam com todas as suas luzes apagadas para impedir que fossem avistados por observadores japoneses, com o Indiana virando para reabastecer contratorpedeiros e cortando o caminho do Washington no meio da escuridão. O eixo da hélice externa de estibordo do Indiana foi destruído e seu cinturão de blindagem principal e sistema de defesa anti-torpedo também receberam danos significativos. Aproximadamente 61 metros de placas de blindagem de seu casco foram arrancadas, enquanto uma seção de 6,1 metros da proa do Washington foi arrancada e ficou presa na lateral do Indiana. O acidente matou três tripulantes do Indiana e feriu outros seis, um destes morrendo posteriormente. Um inquérito posterior sobre o acidente colocou a culpa no Indiana, culpando sua tripulação por não informar os outros navios da unidade sobre suas mudanças de curso.
Davis transferiu sua capitânia para outra embarcação no dia seguinte e os dois couraçados recuaram para Majuro a fim de passarem por reparos temporários, com o Indiana seguindo para Pearl Harbor em 7 de fevereiro, chegando em Pearl Harbor em 13 de fevereiro. O navio foi colocado em uma doca seca no dia seguinte e os reparos duraram até 7 de abril. Em seguida realizou testes marítimos e fez disparos teste com sua bateria principal a fim de garantir que não haviam mais problemas estruturais decorridos da colisão. Passou as duas semanas seguintes treinando seus artilheiros até partir no fim do mês para retornar à frota no Pacífico.

#### Ilhas Marianas e Palau
O Indiana chegou na Ilha Manus em 26 de abril e ele voltou a ser a capitânia de Davis dois dias depois. No mesmo dia partiu na companhia do Massachusetts e quatro contratorpedeiros para juntar-se à Força Tarefa 58 na Operação Granizo, um grande ataque contra a principal base japonesa de Truk, que foi realizado entre 29 e 30 de abril. Em 1º de maio o couraçado participou de um ataque em Pohnpei, nas Ilhas Seniavin, bombardeando a ilha por aproximadamente uma hora até cessar fogo porque estava com dificuldades em localizar alvos adequados. A frota norte-americana chegou em Majuro dois dias depois, iniciando preparações para a invasão de várias ilhas das Ilhas Marianas. A frota partiu em 6 de junho para o primeiro estágio da campanha, a invasão de Saipã. O Indiana, Washington e quatro contratorpedeiros como escolta foram designados como a Unidade de Tarefas 58.7.3, a Unidade de Bombardeamento Ocidental. O couraçado disparou 584 projéteis de sua bateria principal no decorrer do bombardeio pré-invasão que começou em 13 de junho e continuou por mais dois dias. Ataques aéreos japoneses começaram no final do dia 15, depois das forças terrestres terem desembarcado. O Indiana iniciou manobras evasivas para escapar dos ataques, com um torpedeiro conseguindo acertá-lo com um torpedo por volta das 19h10min, mas este não explodiu. Seus artilheiros antiaéreos abateram a aeronave e três minutos depois uma outra. A embarcação escapou dos ataques ilesa e permaneceu em sua posição pelo restante da operação.
Um contra-ataque japonês mais significativo veio com a 1ª Frota Móvel, a principal força japonesa de porta-aviões. Na resultante Batalha do Mar das Filipinas, travada entre 19 e 20 de junho, o Indiana proporcionou suporte antiaéreo para os porta-aviões norte-americanos. Ele o South Dakota relataram a onda inicial de ataque na manhã do dia 19, abrindo fogo às 10h48min, rapidamente abatendo uma aeronave inimiga. O navio foi forçado a iniciar manobras evasivas por volta das 11h50min quando foi atacado por um torpedeiro, mas o torpedo explodiu sem perigo em sua esteira. Um caça japonês aproximou-se para metralhar o couraçado, mas seus artilheiros antiaéreos conseguiram destruir sua cauda às 12h13min, fazendo com que ele caísse no mar. Entretanto, pouco tempo depois, um torpedeiro Nakajima B5N em chamas bateu contra seu estibordo, fazendo com que destroços caíssem no convés. O Indiana não foi danificado e continuou em sua posição. No decorrer da batalha ele disparou 416 projéteis de 127 milímetros, 4 832 de 40 milímetros e por volta de nove mil de 20 milímetros, sofrendo cinco mortos, todos tripulantes feridos por fragmentos de projéteis antiaéreos disparados por outros navios.
Um dos Kingfisher do Indiana resgatou em 4 de julho dois homens do porta-aviões USS Lexington depois de sua aeronave ter sido abatida. O couraçado permaneceu nas Ilhas Marianas até o início de agosto, quando foi destacado para ir a Enewetak reabastecer. Ele partiu em 30 de agosto junto com a Força Tarefa 34 e se encontrou em 3 de setembro com o Grupo de Tarefas 38, que iria realizar um ataque contra Palau. Entretanto, o Indiana desenvolveu problemas em seus motores e foi enviado para a Ilha Manus para passar por reparos, que duraram de 21 de setembro a 4 de outubro. Davis transferiu sua capitânia para o Massachusetts durante esse período. O Indiana então juntou-se ao couraçado USS Idaho e aos cruzadores USS Indianapolis e USS Cleveland para uma viagem a Pearl Harbor. Eles chegaram em 14 de outubro e dois dias depois o Indiana e Idaho, escoltados por dois contratorpedeiros, seguiram para o Estaleiro Naval de Puget Sound para ampla manutenção e reforma que foi finalizada em 30 de novembro. O Indiana passou por testes marítimos e partiu para Pearl Harbor em 6 de dezembro, onde realizou exercícios de treinamento e reparos adicinais que duraram até o fim do ano.

#### Iwo Jima e Okinawa

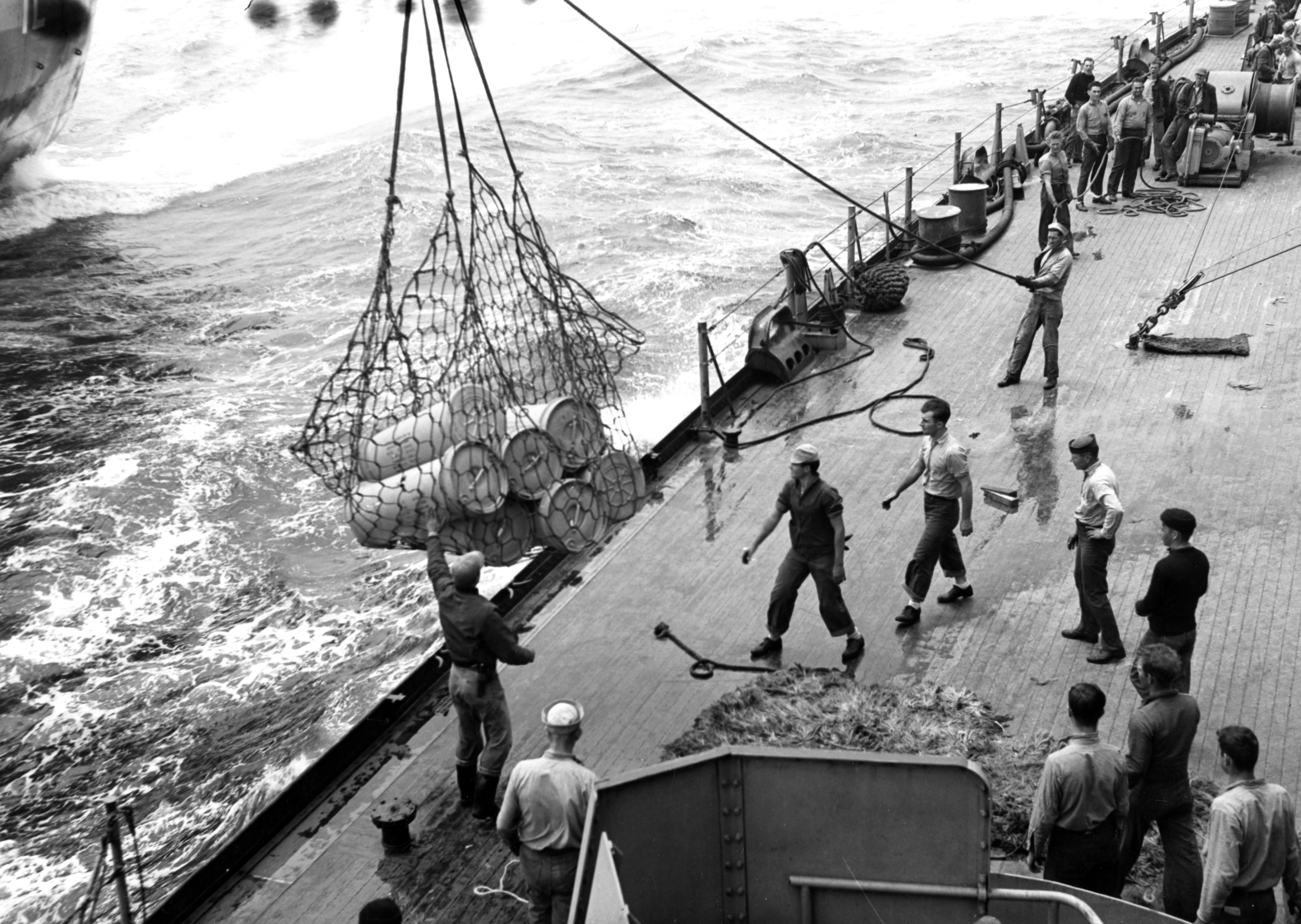
O Indiana carregando cargas de propelente em 8 de abril de 1945

O contra-almirante Oscar C. Badger II, comandante da Unidade de Tarefas 12.5.2, fez do navio sua capitânia em 8 de janeiro de 1945 e o Indiana partiu de Pearl Harbor dois dias depois junto do contratorpedeiro USS Borie e o contratorpedeiro lança-minas USS Gwin. Ele navegaram para Enewetak e de lá seguiram para Saipã, onde se encontraram com o resto da frota em 20 de janeiro. Partiram dois dias depois para Iwo Jima e chegaram no dia 25. O Indiana, três cruzadores pesados, sete contratorpedeiros e o Gwin bombardearam a ilha em preparação para a invasão que ocorreria no mês seguinte. Um torpedeiro Nakajima B6N os atacou às 13h17min, mas foi afugentado pelos disparos antiaéreos. O couraçado disparou duzentos projéteis de sua bateria principal até a visibilidade ruim o forçar a cessar fogo às 15h55min. Ele deixou a área na manhã seguinte e navegou para Ulithi, chegando em 26 de janeiro. Badger transferiu sua capitânia para o couraçado USS New Jersey e o Indiana ficou realizando treinamentos antiaéreos pelo restante do mês.
A embarcação partiu em 10 de fevereiro como parte do Grupo de Tarefas 58.1 para um ataque em Tóquio. Um grupo de porta-aviões lançaram ataques aéreos em alvos na área no dia 16, seguido por ataques nas Ilhas Bonin, retornando então para mais um ataque na região de Tóquio em 25 de fevereiro. O Indiana proporcionou defesa antiaérea para os porta-aviões e também usou seus hidroaviões para resgatar aviadores caídos. A frota recuou para Ulithi em 3 de março a fim de reabastecer. O Indiana partiu em 14 de março com o North Carolina, Washington, South Dakota e Massachusetts, designados como a Unidade de Tarefas 58.1.3, a fim de dar apoio para mais uma rodada de ataques aéreos no arquipélago japonês que ocorreram pelos três dias seguintes. Ele abateu uma aeronave inimiga na madrugada de 19 de março antes dos porta-aviões atacarem vários alvos na ilha de Kyūshū. A frota navegou mais tarde no mesmo dia para atacar o Arsenal Naval de Kure. Os porta-aviões USS Franklin e USS Wasp foram seriamente danificados por ataques aéreos e precisaram recuar.

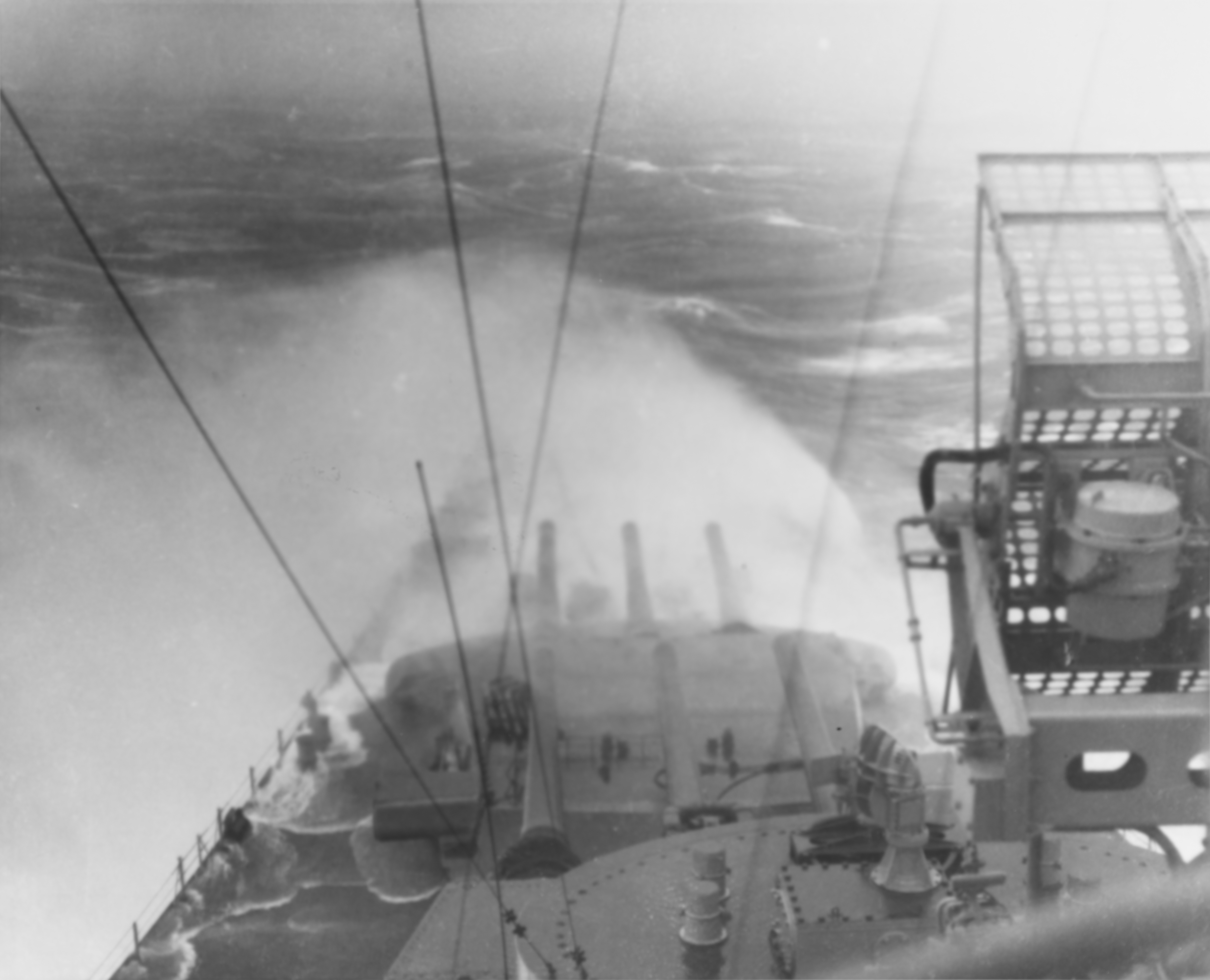
O Indiana em mares bravios de um ciclone em 5 de junho de 1945

O couraçado navegou para Okinawa em 23 de março com o objetivo de juntar-se a um bombardeio da ilha. Disparou 180 projéteis de 406 milímetros no dia seguinte e então voltou para a frota. Retomou seus deveres de defesa antiaérea pelos dias seguintes enquanto os porta-aviões lançavam ataques contra a ilha. A Força Tarefa 58.1 passou boa parte de abril proporcionando suporte para as tropas terrestres lutando na Batalha de Okinawa. Os japoneses lançaram um grande contra-ataque em 7 de abril, incluindo ataques de kamikazes e a Operação Ten-Go com o couraçado Yamato, porém estes foram derrotados. Os kamikazes continuaram pelo decorrer do mês, com um caça Mitsubishi A6M Zero e outro Nakajima Ki-43 Hayabusa tentando bater no Indiana, porém ferrenhos disparos antiaéreos conseguiram abater ambos antes de conseguirem chegar no alvo, porém fragmentos de uma dessas aeronaves feriu um tripulante. O couraçado abateu mais três Hayabusas dois dias depois. O navio acidentalmente abriu fogo contra dois caças norte-americanos Grumman F6F Hellcat no dia 15, mas não os danificou. No mesmo dia reabasteceu de navios de reabastecimento.
Os couraçados deixaram Okinawa no final do mês e retornaram para Ulithi, onde permaneceram até 9 de maio. O Indiana partiu novamente como escolta de porta-aviões para mais ataques em Kyūshū que começaram em 12 de maio. Dois dias depois abateu um Zero kamikaze e ajudou no resgate de um piloto de Hellcat que tinha sido abatido. Um poderoso ciclone se formou no Mar das Filipinas no início de junho e seguiu em direção de Okinawa, pegando a frota no dia 5 ao sul da ilha. O Indiana registrou ventos de até oitenta nós (150 quilômetros por hora), que arrancou um de seus Kingfisher da catapulta e o jogo no mar. Os ventos também jogaram água do mar em dutos de ventilação da sala de máquinas, fazendo com que um de seus quadro elétricos entrasse em curto e incapacitando seus controles de direção por aproximadamente quarenta minutos. Trinta e seis embarcações da frota foram danificadas.
A frota retomou em 7 de junho suas operações normais em suporte à Batalha de Okinawa, incluindo ataques aéreos em campos de pouso japoneses Kyūshū logo no dia seguinte. O Indiana, Massachusetts e Alabama, escoltados por cinco contratorpedeiros, bombardearam instalações japonesas na ilha de Minami Daito em 9 de junho, com o ataque sendo repetido no dia seguinte. O Indiana foi então destacado para reabastecer munição e suprimentos na Baía de São Pedro, nas Filipinas, onde chegou no dia 11.

#### Bombardeios no Japão

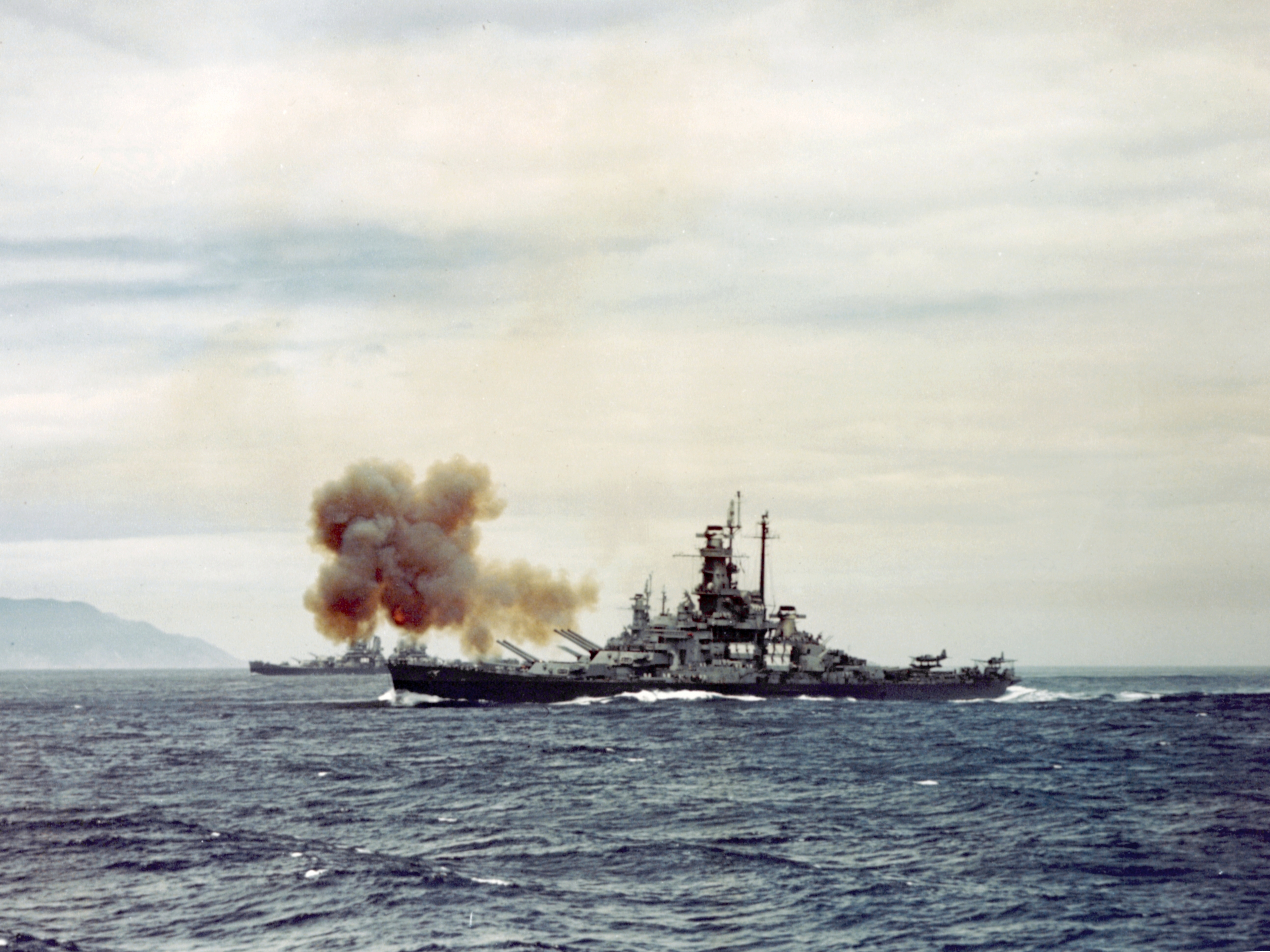
O Indiana bombardeando a cidade de Kamaishi em 14 de julho de 1945

O couraçado partiu novamente no início de julho e juntou-se à Força Tarefa 38. Ele deu suporte para ataques de porta-aviões na área de Tóquio em 10 de julho e então participou do primeiro bombardeio litorâneo do arquipélago japonês por navios capitais durante a guerra. O ataque ocorreu em 14 de julho e o Indiana foi designado para a Unidade de Tarefas 34.8.1, que também incluía seus irmãos South Dakota e Massachusetts, os cruzadores pesados USS Quincy e USS Chicago, mais nove contratorpedeiros. O alvo principal era um complexo industrial de siderúrgicas na cidade de Kamaishi. O Indiana disparou 271 projéteis de 406 milímetros, mas a fumaça prejudicou os esforços de suas aeronaves para observar os efeitos do bombardeio, porém um contratorpedeiro retornou no dia seguinte e afirmou que os incêndios ainda não tinham sido apagados. O couraçado voltou para seus deveres de suporte antiaéreo com os porta-aviões até ser destacado em 29 de julho para mais uma missão de bombardeio litorâneo com a Unidade de Tarefas 34.8.1. Este ataque foi feito em conjunto com a Força Tarefa 37 britânica, centrada no couraçado HMS King George V, tendo como alvo instalações industriais na cidade de Hamamatsu. O Indiana disparou ao todo 270 projéteis de sua bateria principal durante o bombardeio.
Os couraçados foram destacados em 1º de agosto para formarem a Unidade de Suporte 38.1.2, continuando seus ataques a cidades litorâneas junto com a Força Tarefa 37. Um dos Kingfisher do Indiana caiu acidentalmente no dia 7, matando seus tripulantes. Os navios realizaram mais uma operação de bombardeamento em Kamaishi em 9 de agosto, com o Indiana disparando 270 projéteis de 406 milímetros entre 12h46min e 14h45min. Visibilidade ruim novamente atrapalhou os observadores. Esta foi a última ação ofensiva da embarcação. O Japão se rendeu incondicionalmente em 15 de agosto enquanto o Indiana estava à caminho do litoral a fim de dar apoio a mais uma rodada de ataques aéreos por porta-aviões. Comida e suprimentos médicos foram carregados nas aeronaves do porta-aviões para serem jogadas sobre campos de prisioneiros de guerra. O Indiana enviou uma equipe de desembarque no dia 30, que fez parte das forças iniciais de ocupação.
A cerimônia formal de rendição ocorrem em 2 de setembro e o Indiana foi para a Baía de Tóquio no dia 5. O couraçado permaneceu ancorado no local pelo decorrer da semana seguinte e usado para processo prisioneiros de guerra, incluindo 54 marinheiros, 28 fuzileiros navais, 64 civis e vários soldados norte-americanos e canadenses. A embarcação partiu em 15 de setembro na companhia do contratorpedeiro USS Mansfield, seguindo para a Califórnia. O Indiana foi forçado a navegar a uma velocidade de dezoito nós (33 quilômetros por hora), já que o eixo de uma das hélices travou e não pode ser usada. Ele realizou alguns exercícios de artilharia durante a viagem. As duas embarcações chegaram em Pearl Harbor no dia 22 e o couraçado continuou rumo São Francisco no dia seguinte, chegando em 29 de setembro. Ele desembarcou 1 013 passageiros.

### Pós-guerra

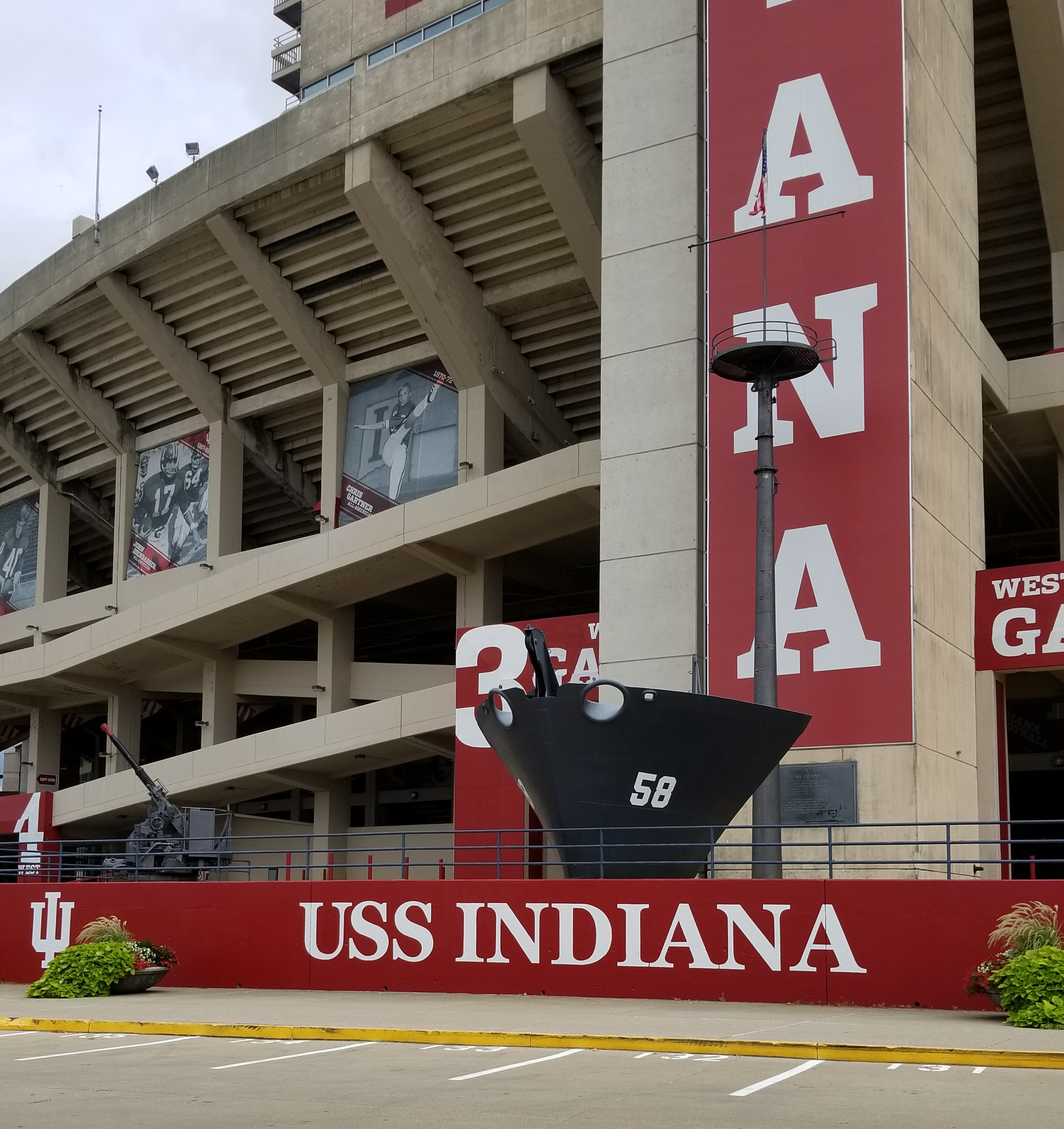
O mastro principal e ponta da proa do Indiana no Estádio Memorial em Bloomington, Indiana

O Indiana entrou imediatamente em uma doca seca do Estaleiro Naval de Hunter Point em São Francisco para passar por reparos que duraram até 31 de outubro. Em seguida navegou para Puget Sound, em Washington, onde suas munições e outros materiais inflamáveis foram descarregados. Entrou em outra doca seca em15 de novembro a fim de ser preparado para desativação. O Indiana foi formalmente descomissionado em 11 de setembro de 1947 e colocado na Frota de Reserva do Pacífico junto com o Alabama.
Planos foram elaborados pela década seguinte com o objetivo de modernizar os couraçados da Classe South Dakota caso fosse necessário reativá-los no futuro. Um programa para equipá-los com baterias secundárias de vinte canhões de 76 milímetros em montagens duplas foi proposto em 1954, porém nada foi feito. Outro plano para convertê-los em couraçados de mísseis guiados surgiu entre 1956 e 1957, porém o custo de uma conversão seria proibitivamente elevado. As três torres de artilharia principais teriam de ser removidas e substituídas por um lançador duplo de mísseis RIM-8 Talos na proa e dois lançadores de mísseis RIM-24 Tartar na popa, mais diversas armas antissubmarino e equipamentos para operarem helicópteros. O custo do projeto seria de aproximadamente 120 milhões de dólares.
O Indiana permaneceu desativado em Bremerton até o início da década de 1960. Os quatro navios da Classe South Dakota foram designados em 27 de junho de 1961 como elegíveis para descarte. O Departamento da Marinha recomendou em 1º de maio de 1962 que o Indiana fosse removido do registro naval, o que ocorreu em 1º de junho. Ele foi vendido como sucata em 6 de setembro de 1963 e desmontado.
Várias partes do navio foram preservadas em Indiana. Uma âncora está no Coliseu Memorial de Guerra do Condado de Allen em Fort Wayne, seu sino no Arsenal Naval Heslar em Indianápolis e seu timão na Escola Secundária Shortridge também em Indianápolis. Seu mastro principal, ponta da proa e duas armas antiaéreas estão no Estádio Memorial da Universidade de Indiana em Bloomington. O mastro e armas tinham sido doados em 1966, porém a seção da proa foi mantida na Califórnia até 2013, quando também foi transferida para a Universidade de Indiana. Vinte ex-tripulantes compareceram à cerimônia de dedicação em setembro de 2013. Partes do aço de baixo fundo do casco do Indiana foram reciclados para criar câmara contadoras na Instalação de Radioensaio e Pesquisa Vivo, no Laboratório Nacional do Noroeste do Pacífico.